# Колібрі-плямохвіст зеленоголовий
Колібрі-плямохвіст зеленоголовий (Oreotrochilus stolzmanni) — вид серпокрильцеподібних птахів родини колібрієвих (Trochilidae). Мешкає в Еквадорі і Перу. Вид названий на честь польського орнітолога Яна Штольцмана.

## Опис
Довжина птаха становить 12-14,5 см, вага 7,9-8,4 г. У самців голова, боки і верхня частина тіла бронзово-зелені. Центральні стернові пера бронзові, крайні стернові пера білуваті. На горлі райдужна смарагдово-зелена пляма, решта нижньої частини тіла біла, по центру її іде чорна смуга. Дзьоб чорний, дещо вигнутий.
У самиць верхня частина тіла така ж, як у самців. Хвіст у них чорнувато-зелений, крайні стернові пера біля основи білі. Горло біле, поцятковане зеленими і сірими плямками, решта нижньої частини тіла білувата. Забарвлення молодих птахів є подібне до забарвлення самиць.

## Поширення і екологія
Зеленоголові колібрі-плямохвости мешкають в Андах на крайньому півдні Еквадору (південний схід Лохи) та на півночі і в центрі Перу (Кахамарка, Уануко). Вони живуть на високогірних луках, серед скель і у високогірних чагарникових заростях, зокрема в заростях Puya і Polylepis. Зустрічаються на висоті від 3600 до 4200 м над рівнем моря.
Зеленоголові колібрі-плямохвости живляться нектаром різноманітних квітучих рослин, зокрема нектаром чагарників Chuquiraga з родини айстрових, Caiophora з родини лоазових, пуй і кактусів, а також комахами, яких ловлять в польоті. Самці, а іноді також і самиці, захищають кормові території. Гніздування у зеленоголових колібрі-плямохвостів відбувається з лютого по червень, іноді по серпень. Гніздо відносно велике, чашоподібне, робиться з моху і м'яких рослинних волокон, розміщується в тріщинах серед скель. В кладці 2 білих яйця, інкубаційний період триває 19-21 день, пташенята покидають гніздо через 36-40 днів після вилуплення. Птахи набувають статевої зрілості у віці 2 років.